# Folke Cronholm
Folke Cronholm, född 27 augusti 1873 i Jönköping, död 1 oktober 1945 i Stockholm, var en svensk jurist och diplomat. 
Folke Cronholm var son till vice häradshövdingen Axel Cronholm som innehade Jönköpings Juridiska byrå. Han var även äldre bror till Viking Cronholm. Under ungdomsåren idrottade han och omnämns flera gånger i tidningarna som bland annat skridskoåkare. År 1891 flyttade familjen till Stockholm med representativ våning på Birger Jarlsgatan och 11-rums sommarviste, ”Villa Metsola” på Lidingö. Samma år avlade Folke juridisk preliminärexamen i Uppsala. 1898 omnämns han som hovrättsnotarie. Sex år senare, 1904, fick han möjlighet genom ett stipendium att studera utomlands.

## Diplomatkarriär
Folke Cronholm var generalkonsul i Quebec 1905 och där blev han utnämnd till hedersmedlem i december 1905 av Huron de Lorette. Vid ceremonin var bland annat kung Oscar II närvarande. Han vistades i Tokyo 1907–1911 som legationssekreterare och var även legationssekreterare i Kina. Under denna tid besökte han 1910 även Formosa (nuvarande ön Taiwan). I Peking fick han i oktober 1908 ta emot och förmedla en gåva till Gustaf V från den 13:e Dalai Laman Thubten Gyatso. Från 1912 var Cronholm stationerad vid konsulatet i Hamburg, Tyskland. Åren 1913–1916 var han Chargé d’affaires i Mexiko. 

## Anklagad för spioneri
Under sin tid i Mexiko anklagades Cronholm för spioneri för Tyskland och fick avsked 1917. Uppgifterna kom fram i ett brev som skickats från Heinrich von Eckardt, en tysk diplomat. I brevet förordar von Eckardt att Cronholm ska få en utmärkelse, Preussiska Kronordern, för att han förmedlat kodade uppgifter till Tyskland. Cronholm höll sig undan på den tyska klubben (the German Club) i Mexico City men uttalade sig så småningom och förnekade anklagelserna. Detta hjälpte inte utan han fick till slut lämna sitt uppdrag i Mexiko. Han begärde genom en skrivelse att bli återinsatt eftersom han ansåg att han blivit orättvist behandlad och anklagade sin överordnande, utrikesminister Knut Agathon Wallenberg, som han menade gav honom uppdragen. 

## Samlingar från Cronholm
På Etnografiska museet i Stockholm finns en stor mängd samlingar som kommer från Folke Cronholm, inte minst fotografier. Föremålen och fotografierna kommer framför allt från Kanada, Japan, Taiwan, Kina och Mexiko. Han fotograferade själv men merparten av bilderna är insamlade under hans resor. Han finns även med själv på flera bilder. Två asiatiska samlingar av föremål överlämnades 1910 och 1911 men de allra flesta överlämnades under åren 1934-1942. Även på Nordiska museet finns föremål från Cronholm. Till Naturhistoriska riksmuseet donerade han naturalier, bland annat från Taiwan. På Riksarkivet finns korrespondens från Cronholm.
Folke Cronholm är begravd på Norra begravningsplatsen utanför Stockholm.